# Karl von Grolman
Karl Wilhelm Georg von Grolman (Berlim, 30 de julho de 1777 — Poznań, 15 de setembro de 1843) foi um general prussiano que lutou nas Guerras Napoleônicas.

## Biografia
Grolman nasceu em Berlim. Ele entrou para um regimento de infantaria com a idade de treze anos, foi comissionado como alferes em 1795, segundo tenente em 1797, primeiro tenente em 1804 e capitão do estado-maior em 1805. Enquanto ainda era um subalterno, ele se tornou um dos amigos íntimos de Scharnhorst, e ele se distinguiu por seu caráter enérgico e destemido antes da Guerra de 1806. Ele serviu como oficial de estado-maior de Jena à Paz de Tilsit e ganhou o posto de major para um serviço diferenciado em ação. Após a queda da Prússia e a paz subsequente, Grolman foi um dos mais ativos como assistentes de Scharnhorst no trabalho de reorganização durante 1809. Ele se juntou ao Tugendbund e se esforçou para participar da expedição abortiva de Schill, após a qual ele entrou no austríaco serviço como major no estado-maior geral.
Posteriormente, ele viajou para Cádiz para ajudar os espanhóis contra Napoleão e liderou um corpo de voluntários na defesa daquele porto contra o Marechal Victor em 1810. Ele esteve presente na Batalha de Albuera, em Saguntum e em Valência, e tornou-se prisioneiro de guerra em Valência. Logo, porém, ele fugiu para a Suíça e, em 1813, voltou para a Prússia como major do estado-maior geral. Ele serviu sucessivamente sob o comando do coronel von Dolffs e do general von Kleist como comissário no quartel-general do general russo Barclay de Tolly.
Grolman participou com Kleist na vitória de Kulm e se recuperou de um grave ferimento recebido naquela ação a tempo de estar presente na Batalha de Leipzig. Ele desempenhou um papel notável na campanha de 1814 na França, após a qual foi nomeado major-general. Nessa categoria, foi nomeado intendente-geral ao marechal de campo Príncipe Blücher e depois de seu chefe e Gneisenau, Grolman teve a maior participação na direção das operações prussianas de 1815.
Na decisão, em 18 de junho de 1815, de pressionar para a ajuda de Wellington, Grolman concordou ativamente, e conforme as tropas se aproximavam do campo de batalha, ele teria superado a hesitação momentânea do comandante-em-chefe e do chefe da pessoal; ele mesmo dando a ordem de avançar.
Após a Paz de 1815, Grolman ocupou cargos importantes no Ministério da Guerra e no Estado-Maior do novo Exército Prussiano, dedicando-se à reforma deste. Seus últimos serviços públicos foram prestados na Polônia como comandante-em-chefe e praticamente como administrador civil do Grão-Ducado de Posen, onde muito fez para promover a extensão da influência alemã. Ele foi promovido a general de infantaria em 1837 e morreu em 1 de junho de 1843 em Posen. Seus dois filhos se tornaram generais do exército prussiano e o 18º Regimento de Infantaria prussiano levou seu nome.

## Obras
Grolman contribuiu significativamente para dois trabalhos publicados por Carl von Damitz:
- Geschichte des Feldzuges von 1815 in den Niederlanden und Frankreich. (2 Volumes, Berlim 1837–38). Vol 1, Vol 2
- Geschichte des Feldzuges von 1814 in dem östlichen und nördlichen Frankreich bis zur Einnahme von Paris. (4 Volumes, Berlim 1842–43) Vol 1, Vol 2, Vol 3a Vol 3b